# Torrubia de Soria
Torrubia de Soria település Spanyolországban, Soria tartományban. Torrubia de Soria Almenar de Soria, Noviercas, Ciria, Reznos, Quiñonería, Almazul, Villaseca de Arciel és Portillo de Soria községekkel határos. Lakosainak száma 56 fő (2024).

## Népesség
A település népessége az elmúlt években az alábbi módon változott:
| Lakosok száma | 95   | 81   | 80   | 79   | 72   | 77   | 68   | 65   | 60   | 56   |
|               | 2001 | 2004 | 2007 | 2009 | 2012 | 2014 | 2017 | 2019 | 2022 | 2024 |